# Donald D. Brown
Donald David Brown (* 30. Dezember 1931 in Cincinnati, Ohio; † 31. Mai 2023  in Baltimore, Maryland) war ein US-amerikanischer Embryologe und Entwicklungsbiologe an der Carnegie Institution of Washington und der Johns Hopkins University in Baltimore, Maryland. In einem Nachruf im Fachblatt Nature hieß es: „Don Browns Experimente revolutionierten unser Verständnis davon, wie sich eine befruchtete Eizelle zu einem erwachsenen Organismus entwickelt.“

## Leben
Brown erwarb 1956 an der University of Chicago School of Medicine einen Master in Biochemie (mit einer Arbeit über Virusinvasion) und einen M.D. in Medizin. Im gleichen Jahr absolvierte er auch sein Staatsexamen (State Medical Board Examination) im Bundesstaat Ohio. Als Assistenzarzt arbeitete er zunächst am Charity Hospital in New Orleans, bevor er 1957 als Forschungsassistent an die National Institutes of Health ging, wo er sich mit Aminosäuren beschäftigte. 1959 ging er als Stipendiat (Fellow) des National Cancer Institute an das Institut Pasteur in Frankreich, wo er sich mit der Enzym-Regulation von Bakterien befasste. 1960 wurde er Forscher an der Abteilung für Embryologie der Carnegie Institution of Washington in Baltimore, Maryland. Von 1976 bis 1994 war er der Direktor dieser Abteilung. Ab 1968 war er zusätzlich Professor für Biologie an der Johns Hopkins University, ebenfalls in Baltimore.

## Wirken
Bevor die Gentechnik weite Verbreitung fand, war Browns Forschungsgebiet die Entwicklung der Genexpression während der Embryonalentwicklung. Seine Arbeiten bezeichnete er als „Genetik durch Gen-Isolierung“.
Seit 1990 war Browns wichtigstes Forschungsgebiet die Schilddrüsenhormon-abhängigen Entwicklungsschritte auf dem Weg von der Kaulquappe zum Frosch (Xenopus laevis). Diese dienen als Modellprozess für Metamorphose und Apoptose, aber auch für die Organogenese bei Vertebraten.
Zu den zahlreichen Wissenschaftlern, die in Browns Labor betreut wurden, gehörte auch der spätere Nobelpreisträger Andrew Z. Fire. Brown war Mitglied in den wissenschaftlichen Beiräten zahlreicher Fachzeitschriften, darunter das Journal of Cell Biology, Journal of Biological Chemistry, Cell und Current Opinions in Cell Biology.

## Auszeichnungen (Auswahl)
- 1971 Mitgliedschaft in der American Academy of Arts and Sciences[4]
- 1973 Mitgliedschaft in der National Academy of Sciences[5]
- 1973 NAS Award in Molecular Biology (For his studies of the structure, regulation, and evolution of genes in animals, particularly the genes specifying ribosomal RNA in Xenopus and silk fibroin in Bombix.)[6]
- 1980 Fellow der American Association for the Advancement of Science[7]
- 1981 Mitgliedschaft in der American Philosophical Society[8]
- 1985 Louisa-Gross-Horwitz-Preis[9]
- 1985 Rosenstiel Award[10]
- 1996 E. B. Wilson Medal[11]
- 1992 Präsident der American Society for Cell Biology
- 2009 Lifetime Achievement Award der Society for Developmental Biology[12]
- 2012 Lasker~Koshland Special Achievement Award in Medical Science[13]

## Belege
1. ↑  The Tanner Lectures on Human Values (PDF, 270 kB) bei tannerlectures.utah.edu; abgerufen am 2. Februar 2016.
2. ↑  Thoru Pederson: Donald Brown: Pioneer of embryo development and advocate for early career funding. In: PNAS. Band 120, Nr. 31, 2023, e2310224120, doi:10.1073/pnas.2310224120.
3. ↑  Susan A. Gerbi: Donald D. Brown, groundbreaking embryologist (1931–2023). Molecular biologist whose work on isolated genes helped launch the era of recombinant DNA and gene editing.  In: Nature. Band 620, S. 271, 2023, doi:10.1038/d41586-023-02494-9.
4. ↑  Book of Members 1780–present, Chapter B. (PDF; 1,2 MB) In: amacad.org. American Academy of Arts and Sciences, abgerufen am 23. Februar 2024 (englisch).
5. ↑  Donald D. Brown. National Academy of Sciences, abgerufen am 26. September 2024 (englisch).
6. ↑  NAS Award in Molecular Biology (Memento vom 27. Februar 2024 im Internet Archive)
7. ↑  Fellows der AAAS: Donald Brown. American Association for the Advancement of Science, archiviert vom Original (nicht mehr online verfügbar) am 21. Februar 2018 (englisch).
8. ↑  APS Member History. In: amphilsoc.org. Abgerufen am 16. August 2023 (englisch).
9. ↑  Past Recipients of the Louisa Gross Horwitz Prize bei columbia.edu; abgerufen am 28. April 2011
10. ↑  Past Winners – Rosenstiel Award – Rosenstiel Basic Medical Sciences Research Center – Brandeis University. In: brandeis.edu. Abgerufen am 23. Januar 2016 (englisch).
11. ↑  E.B. Wilson Medal bei ascb.org; abgerufen am 28. April 2011
12. ↑  Donald Brown Receives Lifetime Achievement Award from Society for Developmental Biology bei carnegiescience.edu; abgerufen am 28. April 2011
13. ↑  Lasker Foundation: Fundamental biomolecular techniques. In: laskerfoundation.org. Abgerufen am 7. April 2018 (englisch).

| Personendaten    | Personendaten                                        |
| ---------------- | ---------------------------------------------------- |
| NAME             | Brown, Donald D.                                     |
| ALTERNATIVNAMEN  | Brown, Donald David (vollständiger Name); Brown, Don |
| KURZBESCHREIBUNG | US-amerikanischer Embryologe und Entwicklungsbiologe |
| GEBURTSDATUM     | 30. Dezember 1931                                    |
| GEBURTSORT       | Cincinnati, Ohio                                     |
| STERBEDATUM      | 31. Mai 2023                                         |
| STERBEORT        | Baltimore, Maryland                                  |